# Ungleichung von Lévy
Die Ungleichung von Lévy (englisch Lévy’s inequality) ist eine stochastische Ungleichung innerhalb des Gebiets der Wahrscheinlichkeitsrechnung, welche auf den Mathematiker Paul Lévy (1886–1971) zurückgeht. Sie bezieht sich auf endliche Familien von unabhängigen reellwertigen Zufallsvariablen und liefert dafür eine obere Abschätzung unter Einbeziehung von Medianen. Nach A. N. Širjaevs Lehrbuch Wahrscheinlichkeit lässt sich nicht zuletzt mit Hilfe (einer speziellen Version) dieser Ungleichung ein Hilfssatz zum Beweis des Gesetzes vom iterierten Logarithmus für Summen von Zufallsvariablen gewinnen.

## Formulierung
Die Ungleichung lässt sich wie folgt angeben:
Gegeben seien eine natürliche Zahl {\displaystyle \,n\in \mathbb {N} \,} sowie ein  Wahrscheinlichkeitsraum {\displaystyle (\Omega ,{\mathcal {A}},\operatorname {P} )} und dazu {\displaystyle n} unabhängige reellwertige Zufallsvariablen {\displaystyle \,X_{1},\ldots ,X_{n}\colon (\Omega ,{\mathcal {A}},\operatorname {P} )\to \mathbb {R} \;\,} und dabei sei für {\displaystyle i=0,1,\ldots ,n} (wie üblich)
{\displaystyle S_{i}=\sum _{j=1}^{i}{X_{j}}}
 gesetzt.

Weiter sei für reellwertige Zufallsvariable {\displaystyle \,Y\colon (\Omega ,{\mathcal {A}},\operatorname {P} )\to \mathbb {R} \,} mit {\displaystyle \,\mu (Y)\,} stets ein {\displaystyle \,Y}-Median gemeint.

Dann ist für reelle Zahlen {\displaystyle \,a\in \mathbb {R} \,} stets die Ungleichung

{\displaystyle \operatorname {P} \left(\max _{0\leq k\leq n}\left(S_{k}+\mu (S_{n}-S_{k})\right)>a\right)\;\leq \;2\cdot \operatorname {P} \left(S_{n}>a\right)}

erfüllt.

### Spezialfall
Die obige Ungleichung vereinfacht sich für den Fall, dass symmetrisch verteilte Zufallsvariablen vorliegen. Es gilt nämlich gemäß Širjaev folgendes:
Sind die allgemeinen Voraussetzungen wie oben angegeben und sind überdies die Zufallsvariablen {\displaystyle \,X_{1},\ldots ,X_{n}\colon (\Omega ,{\mathcal {A}},\operatorname {P} )\to \mathbb {R} \;\,} alle symmetrisch um Null verteilt, so ist die Ungleichung

{\displaystyle \operatorname {P} {\bigl (}\max(S_{0},S_{1},\ldots ,S_{n})>a{\bigr )}\;\leq \;2\cdot \operatorname {P} \left(S_{n}>a\right)\,}

gültig.

## Varianten
Nach Darstellung von Michel Loève in dessen Lehrbuch Probability Theory I und ebenso nach der von Laha/Rohatgi in deren Lehrbuch Probability Theory (s. u.)  spricht man sogar von zwei Ungleichungen von Lévy  (englisch Lévy inequalities). Sie lassen sich folgendermaßen angeben:
Unter den zuvor angegebenen Grundvoraussetzungen sind für reelle Zahlen {\displaystyle \,\epsilon \in \mathbb {R} \,} stets die beiden Ungleichungen

(i) {\displaystyle \operatorname {P} \left(\max _{0\leq k\leq n}\left(S_{k}-\mu (S_{k}-S_{n})\right)\geq \epsilon \right)\;\leq \;2\cdot \operatorname {P} \left(S_{n}\geq \epsilon \right)}

und

(ii) {\displaystyle \operatorname {P} \left(\max _{0\leq k\leq n}|S_{k}-\mu (S_{k}-S_{n})|\geq \epsilon \right)\;\leq \;2\cdot \operatorname {P} \left(|S_{n}|\geq \epsilon \right)}

erfüllt.

## Verallgemeinerungen
Es existieren Verallgemeinerungen der Ungleichung von Lévy und darunter sogar eine mit dieser direkt verwandte Ungleichung, welche die obige Variante (ii) (bei fast gleichem Wortlaut) auf den Fall verallgemeinert, dass (vergleichbar dem obigen Spezialfall) endlich viele symmetrisch verteilte Zufallsvariablen vorliegen, die dann aber sogar Werte in einem beliebigen separablen Banachraum annehmen dürfen, wobei dessen Norm dann an die Stelle der obigen Betragsfunktion tritt.